# 노퍽 스코프
노퍽 스코프(영어: Norfolk Scope)는 미국 버지니아주 노퍽에 위치한 실내 경기장이다. 과거 ABA 버지니아 스콰이어스와 AHL 노퍽 애드미럴스, ECHL 햄프턴 로드 애드미럴스의 홈경기장으로 사용했으면, 현재 ECHL 노퍽 애드미럴스의 홈경기장으로 사용되고 있다.
| ABA 올스타전 개최 경기장 |                    |                   |
| 1973년                   | 1974년 노퍽 스코프 | 1975년            |
| 솔트 팰리스              | 1974년 노퍽 스코프 | 헤미스페어 아레나 |
|                          |                    |                   |
|                          |                    |                   |